# Jaroslav Korbela
Jaroslav Korbela (* 20. Mai 1957 in České Budějovice, Tschechoslowakei) ist ein ehemaliger tschechischer Eishockeyspieler.  

## Karriere
Jaroslav Korbela begann seine Karriere als Eishockeyspieler in seiner Heimatstadt in der Nachwuchsabteilung von TJ Motor České Budějovice, für dessen Seniorenmannschaft er in der Saison 1977/78 sein Debüt in der 1. Liga, der höchsten tschechoslowakischen Spielklasse, gab. Anschließend musste er seinen Militärdienst ableisten und spielte in der Saison 1979/80 für den Armeesportverein ASVŠ Dukla Trenčín. Von 1980 bis 1988 lief der Angreifer erneut für TJ Motor České Budějovice auf, ehe er seine Karriere im Alter von 31 Jahren beendete. 

### International
Für die Tschechoslowakei nahm Korbela an den Weltmeisterschaften 1981 und 1982 sowie den Olympischen Winterspielen 1984 in Sarajevo teil. Bei der WM 1981 gewann er mit seiner Mannschaft die Bronze-, bei der WM 1982 sowie den Olympischen Winterspielen 1984 die Silbermedaille.

## Erfolge und Auszeichnungen
- 1977 Bronzemedaille bei der Junioren-Weltmeisterschaft
- 1981 Bronzemedaille bei der Weltmeisterschaft
- 1982 Silbermedaille bei der Weltmeisterschaft
- 1984 Silbermedaille bei den Olympischen Winterspielen